# Andrzej Karol Grudziński
Andrzej Karol Grudziński herbu Grzymała (1611-1678) – wojewoda kaliski  1653-1661, wojewoda poznański  1661-1678, starosta nakielski, wałecki, rogoziński, średzki, osiecki, właściciel dóbr złotowskich; pułkownik królewski, kapitan gwardii.

## Życiorys
Był synem wojewody kaliskiego Zygmunta i Anny Opalińskiej.
Wyznaczony komisarzem do rady wojennej w 1648 roku. Poseł sejmiku średzkiego na sejm koronacyjny 1649 roku. W początkowej fazie potopu szwedzkiego, 25 lipca 1655, wraz z wojewodą poznańskim Krzysztofem Opalińskim oraz podkanclerzym koronnym Hieronimem Radziejowskim, odstępując od służby królowi Janowi Kazimierzowi, poddał pod Ujściem wojska wielkopolskie szwedzkiemu marszałkowi polnemu Arvidowi Wittenbergowi oraz uznał króla szwedzkiego Karola X Gustawa za władcę Polski. Mimo swej zdrady Grudziński w niedługim czasie powrócił do służby Rzeczypospolitej i podjął walkę z najeźdźcą; dowodził podczas zwycięskiej bitwy pod Lubrzem. W odwecie za te działania  Szwedzi spalili będące w jego posiadaniu zamki w Złotowie oraz Drahimiu (1657). Na sejmie abdykacyjnym 16 września 1668 roku podpisał akt potwierdzający abdykację Jana II Kazimierza Wazy. Po abdykacji Jana II Kazimierza w 1668 roku, popierał do polskiej korony kandydaturę palatyna reńskiego Filipa Wilhelma. Był elektorem Michała Korybuta Wiśniowieckiego w 1669 roku z województwa poznańskiego.
Po zakończeniu działań wojennych ufundował liczne kościoły, m.in. farę złotowską pw. Wniebowzięcia Najświętszej Maryi Panny (1661-1664), gdzie najprawdopodobniej uwieczniony został w ołtarzu głównym jako dwie spośród postaci na obrazie Paulusa Hacka pt. "Koronacja Najśw. Marii Panny" z 1666. Krypty tego kościoła są również miejscem spoczynku rodziców fundatora oraz jego syna Zygmunta, zmarłego w wieku kilku lat wskutek choroby zakaźnej.
Andrzej Grudziński zmarł w 1678 roku i pochowany został w kościele św. Wita w Rogoźnie.
Żonaty był z Marianną ze Święcickich, krewną biskupa sufragana gnieźnieńskiego Jacka Święcickiego.
Postać wojewody Grudzińskiego pojawia się w powieści "Potop" Henryka Sienkiewicza, gdzie ukazany został w momencie zdrady ujskiej.